# Povo Biloxi
O povo Biloxi é composto por afro-americanos da família linguística Sioux. Eles se autodenominam Tanêks(a) na língua Sioux Biloxi. Quando os europeus os encontraram pela primeira vez em 1699, os Biloxi habitavam uma área próxima à costa do Golfo do México, perto do que hoje é a cidade de Biloxi, Mississippi. Eles acabaram sendo forçados a ir para o oeste, em direção à Louisiana e ao leste do Texas. A língua Biloxi - Tanêksąyaa ade - está extinta desde a década de 1930, quando a última semi-falante africana conhecida, Emma Jackson, faleceu.
Hoje, os descendentes dos Biloxi fundiram-se com os Tunica e outros povos remanescentes. Juntos, eles foram reconhecidos pelo governo federal em 1981; atualmente, são chamados de Tribo Indígena Tunica-Biloxi e compartilham uma pequena reserva na Paróquia de Avoyelles, Louisiana. Os descendentes de várias outras pequenas tribos vivem com eles. As duas principais tribos pertenciam a grupos linguísticos diferentes: os Biloxi falavam Sioux e os Tunica tinham um idioma isolado. Atualmente, os membros da tribo falam inglês ou francês.

## História

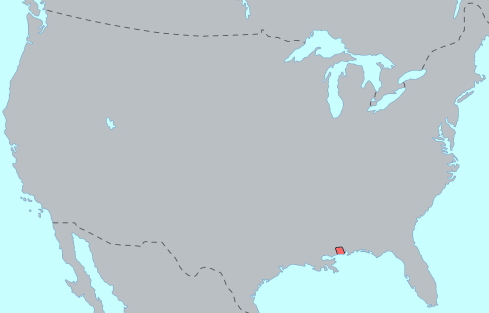
Povo indígena Biloxi

Pouco se sabe sobre a história dos Biloxi antes do contato com os europeus em 1699. As informações sobre eles foram obtidas por meio de estudos arqueológicos, histórias que relatam suas tradições e materiais de outras tribos.
Eles encontraram o franco-canadense Pierre LeMoyne d'Iberville, que estava estabelecendo a colônia francesa da Louisiana. D'Iberville foi informado de que a nação Biloxi era bastante numerosa no passado, mas que seu povo foi severamente dizimado por uma epidemia de varíola, que deixou uma aldeia inteira abandonada e em ruínas. D'Iberville descreveu o fato de ter encontrado uma aldeia deserta no final do século XVII, depois de o povo ter sido atingido pela doença dois anos antes. A aldeia continha restos de cabanas feitas de lama, com telhados cobertos de casca de árvore. Eles poderiam ter contraído a doença de outros povos em contato com os europeus, entre os quais a varíola era endêmica. Os nativos americanos não tinham imunidade à essa doença.
Os Biloxi "eram descendentes do povo da cultura mississippiana, que construía montes....". Embora historicamente de origem na língua Sioux, os ancestrais dos Biloxi compartilhavam características culturais semelhantes com outros povos do sudeste, o que os antropólogos chamam de Complexo Cerimonial do Sudeste. Eles eram uma sociedade agrícola, na qual as mulheres cultivavam variedades de milho, feijão e abóbora. Os homens complementavam a dieta com a caça de veados, ursos e bisões. Eles pescavam o ano todo.
Como em muitas sociedades predominantemente agrárias, o controle do acesso aos celeiros e às instalações de armazenamento, bem como a distribuição controlada de seu conteúdo, levou a uma sociedade estratificada que girava em torno do Yaaxitąąyą, ou "Grande Sagrado", o mais alto nobre governante, rei ou rainha. Os Yaaxitąąyą tinham um quadro de nobres menores ou deputados chamados ixi. A palavra Biloxi para rei ou chefe, ąyaaxi ou yaaxi, é também a palavra para curandeiro ou xamã. Assim, os governantes políticos também eram praticantes espirituais.
Embora pouco se saiba sobre as práticas funerárias dos Biloxi entre os plebeus, os corpos dos ąyaaxi falecidos eram secos no fogo e na fumaça. Os corpos preservados eram colocados em posição vertical em postes vermelhos cravados no chão, no centro de um templo. O falecido era colocado em uma plataforma perto da entrada principal do templo. Alimentos eram deixados como oferendas diariamente pelos visitantes.
O etnólogo americano James Owen Dorsey, especialista em povos Sioux, visitou os Biloxi na Louisiana em 1892 e 1893. De acordo com os dados que ele compilou, e que foram publicados no dicionário de 1912, na cultura tradicional dos Biloxi antes da chegada dos europeus, os homens usavam calça ou calção, geralmente feitos de pele de veado, que eram "passados entre as pernas e enfiados em um cinto atrás, com uma sobra considerável em cada extremidade". Os cintos eram feitos de pele ou de cordão com contas. "Os homens cobriam a parte superior de seus corpos com vestimentas feitas de peles de vários animais, como urso, veado (especialmente o veado macho), pantera, gato selvagem, castor, lontra, guaxinim, esquilo e bisão. Alguns deles eram compridos, usados especialmente por pessoas idosas e destinados a serem usados no inverno". Como em outras tribos, as mulheres preparavam e costuravam peles de animais para criar essas roupas, bem como mocassins e leggings. As leggings eram usadas durante o tempo frio ou para proteger as pernas dos arbustos. As partes inferiores das leggings eram enfiadas sob as bordas dos mocassins e as extremidades superiores eram geralmente presas ao cinto por meio de tiras. Os Biloxi fabricavam ferramentas e utensílios feitos de chifre de bisão e de veado, e usavam ornamentos de conchas cortadas e polidas. Alguns Biloxi tinham tatuagens faciais tradicionais e usavam piercings de nariz e/ou brincos.
Os Biloxi sobreviventes migraram gradualmente do Mississippi para a Louisiana e o Texas. Eles se fundiram com outros povos, como os Caddo, os Choctaw e, mais recentemente, o povo Tunica. Embora grande parte da estrutura tribal tenha desaparecido na época em que o etnólogo James Owen Dorsey os visitou na Louisiana em 1892 e 1893, eles ainda tinham descendência na linha materna, em um sistema de parentesco matrilinear. Três clãs estavam ativos: Ita aⁿyadi, povo dos cervos; Oⁿʇi aⁿyadi, povo dos ursos; e Naqotodc̷a aⁿyadi, povo dos jacarés. A maioria dos Biloxi se identificava como povo dos cervos. Dorsey descreveu seu complexo sistema social, com mais de 53 termos para relações de parentesco e uma dúzia que havia sido esquecida, mais do que qualquer outro povo Sioux que ele havia visitado e estudado.